# Ірінген
Ірінген (нім. Ihringen) — громада в Німеччині, знаходиться в землі Баден-Вюртемберг. Підпорядковується адміністративному округу Фрайбург. Входить до складу району Брайсгау-Верхній Шварцвальд.
Площа — 23,00 км2. Населення становить 6209 ос. (станом на 31 грудня 2020).